# Vicq-d’Auribat
Vicq-d’Auribat (okzitanisch Vic d’Auribat) ist eine französische Gemeinde mit 249 Einwohnern (Stand: 1. Januar 2022) im Département Landes in der Region Nouvelle-Aquitaine (vor 2016 Aquitaine). Sie gehört zum Arrondissement Dax und zum Kanton Coteau de Chalosse. Die Einwohner werden Vicquois genannt.

## Geographie
Vicq-d’Auribat liegt etwa 25 Kilometer nordöstlich von Dax. Der Adour bildet die nördliche Gemeindegrenze. Umgeben wird Vicq-d’Auribat von den Nachbargemeinden Bégaar im Norden, Audon im Nordosten, Onard im Osten, Saint-Geours-d’Auribat im Südosten, Cassen im Süden sowie Saint-Jean-de-Lier im Westen.

## Bevölkerungsentwicklung
| Jahr                       | 1962 | 1968 | 1975 | 1982 | 1990 | 1999 | 2006 | 2018 |
| Einwohner                  | 190  | 204  | 189  | 177  | 190  | 189  | 251  | 261  |
| Quellen: Cassini und INSEE |      |      |      |      |      |      |      |      |

## Sehenswürdigkeiten

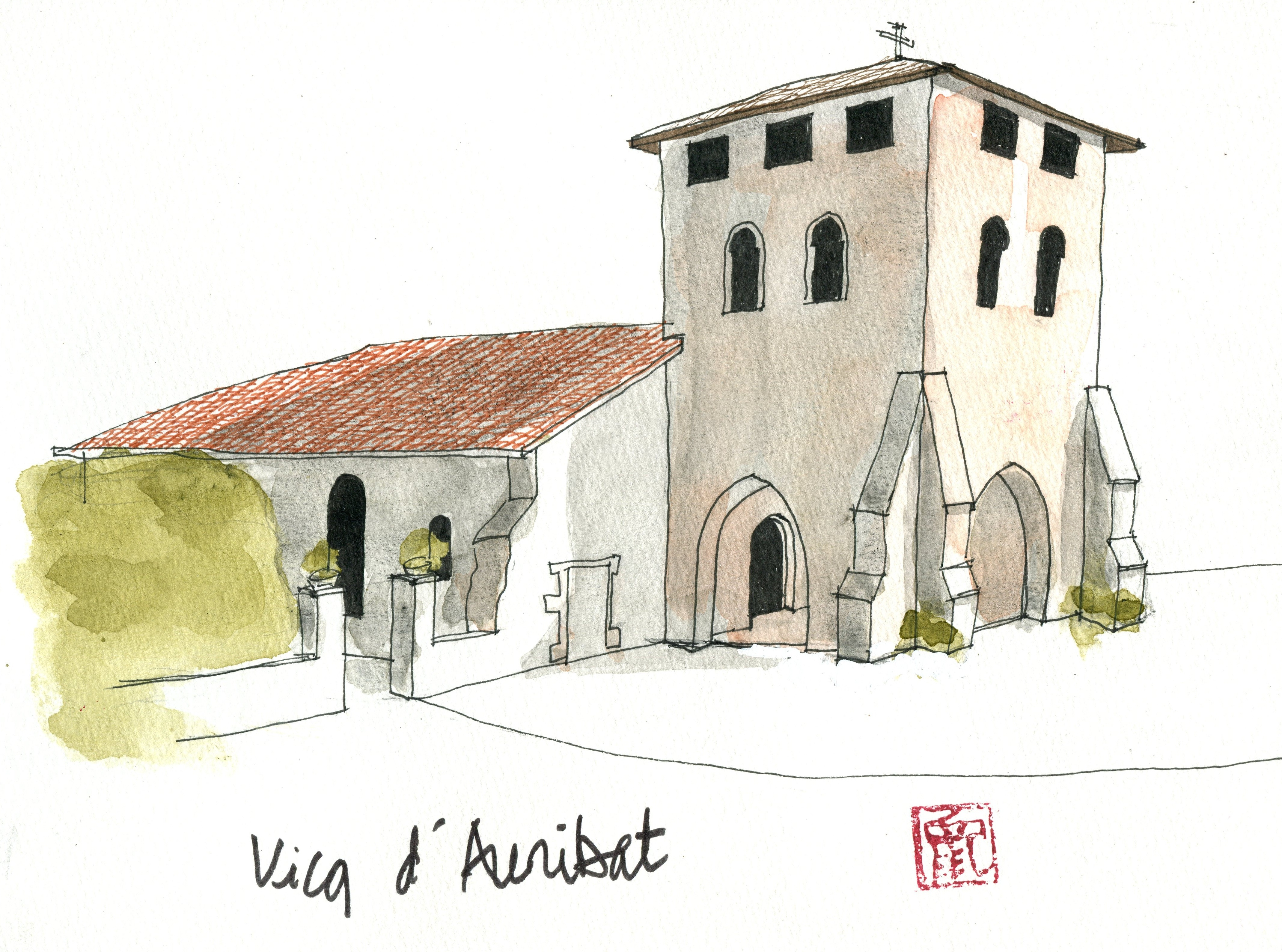
Aquarell der Kirche Saint-Vincent-Diacre

- Kirche Saint-Vincent-Diacre